# Карпов, Юрий Глебович
Ю́рий Гле́бович Ка́рпов — российский информатик.
Окончил Ленинградский политехнический институт в 1965 году (диплом с отличием)
Доктор технических наук, профессор, заведующий кафедрой «Распределенные вычисления и компьютерные сети» института информационных технологий и управления Санкт-Петербургского государственного политехнического университета (с основания кафедры в 1995 году). Член Американского математического общества и IEEE.

## Автор учебных пособий
- «Основы построения компиляторов» (1982)
- «Теория алгоритмов и автоматов» (1998)
- «Теория и технология программирования. Основы построения трансляторов» (2005)
- «Имитационное моделирование систем. Введение в моделирование с AnyLogic 5» (2006)
- «Model Сhecking. Верификация параллельных и распределенных программных систем» (2009)